# Mercado Municipal de São Carlos
O Mercado Municipal Antonio Massei conhecido como Mercado Municipal de São Carlos, foi inaugurado em 1 de janeiro de 1903 em sua primeira parte e em 1906 na sua segunda parte, e constitui-se em importante entreposto comercial de atacado e varejo, especializado na comercialização de frutas, verduras, cereais, carnes, temperos e outros produtos alimentícios.
Localizado no Centro Velho da cidade de São Carlos, o prédio assenta-se sobre área ganha ao Córrego do Gregório, na sua várzea.
Atualmente é dividido em lotes com variedades de lojas que oferecem desde produtos alimentícios até vestuário, além de possuir comércio alternativo interno e externo pela rua Jesuíno de Arruda e avenida São Carlos.
Defronte a ele está a praça do Comércio, que recebe eventos musicais aos sábados pela manhã, e outras várias atividades culturais, sendo que possui estacionamento no seu entorno, para facilitar a vida dos visitantes.

## História
No final do século XIX e início do XX, São Carlos experimentou um crescimento significativo devido à expansão das fazendas de café, o que trouxe riqueza e desenvolvimento para a cidade. Com isso, surgiu a necessidade de um espaço onde os produtores locais pudessem comercializar seus produtos diretamente para a população. Em 1896, a construção do Mercado foi proposta pelo então prefeito da cidade, mas o projeto só ganhou força nos anos seguintes, sendo inaugurado em 1903.
O local passou a ser o principal ponto de comercialização de alimentos frescos, carnes, peixes, frutas e legumes, além de ser um ponto de encontro social.
Ao longo das décadas seguintes, o Mercado Municipal se consolidou como um dos principais espaços de abastecimento e convivência da cidade. Durante o século XX, o Mercado passou por diversas reformas e adaptações para acompanhar o crescimento da cidade e as novas demandas da população. No entanto, ele sempre manteve sua função original como um espaço para a venda de produtos alimentícios.
Na década de 1970, o Mercado enfrentou um período de declínio, refletindo o crescimento dos supermercados e das novas formas de comércio. Mesmo assim, ele resistiu, graças à preservação de seu valor cultural e histórico.
Em 1987, o Mercado foi tombado como patrimônio histórico de São Carlos, garantindo sua preservação arquitetônica e cultural. Na década de 1990, foi realizada uma grande reforma, modernizando suas instalações e adaptando o espaço às novas exigências sanitárias e de segurança, sem, contudo, perder suas características originais.
O Mercado Municipal continua sendo um local de referência para os moradores da cidade, oferecendo uma grande variedade de produtos e serviços. Além disso, o espaço é frequentemente utilizado para eventos culturais, exposições e atividades comunitárias, reforçando sua importância como um centro cultural e histórico.

## Novo Mercado Municipal
O Mercado Municipal deixou de funcionar em 1965, sendo demolido três anos depois, quando o local passou a sediar a Praça do Mercado. O novo prédio do Mercado Municipal foi inaugurado em 21 de abril de 1968, construído pela Construtora Alvear S.A. de São Paulo, durante a administração do Prefeito Antonio Massei. Foi construído ao lado do Mercado Municipal antigo, onde costuma ser a praça Santos Dumont, e teve como novidade a passagem subterrânea que leva a Praça dos Voluntários.

## Curiosidades
No ano de 1968, o então prefeito Antônio Massei (que dá nome ao local) comandou a construção de um novo mercado, porém as vendas de hortifrutigranjeiro datam desde os primórdios local da cidade, quando a avenida São Carlos ainda se chamava rua da ponte.
O código de posturas de 1873 obrigava os vendedores de alimentos a estacionarem carros e cargueiros no lado da ponte. Após a venda de três horas de varejo era permitido a venda de atacado. Existia uma multa pesada para infratores e para quem comprasse produtos com escravos.
Apesar do mercado ser um patrimônio histórico cultural , ele não se comemorava aniversário de inauguração do prédio atual, mas após a primeira administração do prefeito Newton Lima, a data 21 de abril fez parte do calendário da cidade.
O mercado tem 149 boxes que abrigam 80 lojas é possível encontrar roupas, sapataria, açougue, floricultura, lanchonetes, casa lotérica etc.

## Eventos
Na área externa do Mercado Municipal está localizada a praça onde ocorrem diversos tipos de evento, como feiras, exposições, shows, movimentos de caminhadas pacíficas. Esses eventos por sua vez são promovidos pela Prefeitura de São Carlos ou então com um pedido através de uma emissão do alvará para eventos.
Dia 27/05/2015 (Quarta-Feira) – Dia do Desafio movimenta São Carlos.
Dia 10/08/2015 (Sábado) – Bazar beneficente troca roupa por brinquedo.
Dia 06/04/2024 (Sábado) – Caminhada em São Carlos celebra o Dia Mundial de Conscientização do Autismo.
Dia 26/04 a 28/04 (Sexta-Feira - Domingo) – Festa do Clima.
Dia 18/05/2024 (Sábado) – Blitz educativa abre campanha do Maio Amarelo em São Carlos.
Dia 03/08 (Quinta-Feira) – Programa “Quebrando o Silêncio” oferece diversas atividades gratuitas.
Dia 11/11/2023 e 12/11/2023 (Sábado e Domingo) – festival japonês São Carlos Matsuri volta a ser realizado.
Dia 29/06/2019 (Sábado) – Apresentação de MMA, Kung Fue Muay Thai na Praça do Mercado.